# ジェイムズ・ブッカー
ジェイムズ・ブッカー（James Booker、1939年12月17日 - 1983年11月8日）は、米国のピアニスト、シンガー。
クラシックからジャズ、R&B、ロックまで幅広く弾きこなす、ニューオーリンズきっての技巧派プレイヤーだった。
クラシック・ピアノの巨匠アルトゥール・ルービンシュタインは、1958年にニューオーリンズを訪問した際彼のプレイ聴いて驚愕し、「私はあんな風には絶対に弾けない。少なくともあのようなテンポでは」と語ったという。

## 来歴
ルイジアナ州ニューオーリンズ生まれ。父親はバプテスト教会の牧師であり、ブッカーは幼少期を父親が牧師を務めるミシシッピ州の湾岸で過ごした。母親にサクソフォンを与えられたが、鍵盤楽器に興味を示し、父親の教会でオルガンを弾くようになった。
10代になってニューオーリンズに戻ったブッカーは、徐々にその頭角を現していった。わずか11歳でゴスペルのラジオ局WMRYで自らの番組枠を持ち、ピアノをプレイするようになる。14歳のときには、デイヴ・バーソロミューの目に留まり、インペリアル・レコードにリトル・ブッカーの名前で初レコーディング。また、同レーベルではスタジオ・ミュージシャンとしても活躍し、ファッツ・ドミノ、アール・キングらのレコーディングでプレイした。
1958年頃からは、ツアーに出るのを嫌うようになったヒューイ・"ピアノ"・スミスの代わりに彼のグループ、ザ・クラウンズのピアニストとしてツアーに出るようになった。
1961年、自己名義のインスト・ナンバー"Gonzo"をリリース。これがニューオーリンズ周辺でヒットとなる。1950年代から60年代にかけてブッカーは、主にセッション・ミュージシャンとして数多くのアーティストのレコーディング、ツアーに参加し活躍した。彼が当時バックを務めたアーティストには、ウィルソン・ピケット、B.B.キング、ロイド・プライス、シャーリー&リー、エイモス・ミルバーン、ジュニア・パーカー、リトル・リチャードなどがいる。
1967年、ヘロイン不法所持の罪で有罪となり、アンゴラ刑務所に1年間服役した。このため一時的に活動の中断を余儀なくされたが、出所後間もなくファッツ・ドミノのFats Is Back (1968年)への参加など、すぐにまたセッション・ミュージシャンとしての活動を再開している。
1970年代に入ると、自己名義の活動を増やしていった。1973年、後にThe Lost Paramount Tapesとしてリリースされることとなるアルバムをロサンゼルスでレコーディングする。また、1976年には、ニューオーリンズのシーセイント・スタジオでアルバムJunco Partnerのレコーディングを行った。
一方、ブッカーは地元のメイプル・リーフ、ティピティーナス、スナグ・ハーバーといったクラブへ頻繁に出演、またニューオーリンズ・ジャズ&ヘリテッジ・フェスティバルへも出演するなど、ライヴ活動も積極的に行っていった。1977年にはヨーロッパ・ツアーも行い、現地でKing of the New Orleans Keyboardなど、アルバムのレコーディングもしている。
しかしながら、この頃からブッカーはアルコール中毒と麻薬中毒に加え、精神病を患い、体調を崩していった。演奏も調子のよいときと悪いときの落差が激しくなり、また奇行も目立つようになった。1982年のアルバムClassifiedのレコーディングの際には直前に倒れて入院する事態となったが、奇跡的にアルバムは完成した。しかしながら、これが彼の生前最後の作品となってしまった。
1983年11月8日、コカインの過剰摂取で倒れ、ニューオーリンズのチャリティー病院にて43歳で死去した。彼は車椅子に座り、救急治療室で診察を待ちながら人知れず息絶えていた。死因はヘロインとアルコールの常習に起因する腎不全だった。
死後歳月が経っても、彼は未だにニューオーリンズで最高のピアニストの一人として多くのミュージシャン、ファンから尊敬を集めている。2003年には、彼を尊敬するピアニスト達が集結し、トリビュート・アルバム『Patchwork: A Tribute to James Booker』がリリースされた。
2013年、リリー・ケバー監督の手によりブッカーの人生と音楽を掘り下げた伝記映画「Bayou Maharajah」が完成し、サウス・バイ・サウスウエスト (SXSW)にて封切られた。同年オクスフォード・アメリカン誌の最優秀南部映画賞、SXSWの24ビーツ・パー・セカンド・オーディエンス賞などの賞を受賞している。

## ディスコグラフィー
- 1976年 Junco Partner (Island)
- 1976年 The Piano Prince Of New Orleans (Aves)
- 1976年 Blues & Ragtime From New Orleans (Aves)
- 1977年 New Orleans Piano Wizard: Live!" (Gold)
- 1982年 Classified (Rounder)
- 1984年 King of New Orleans Keyboard Vol. I (JSP)
- 1984年 Mr. Mystery (Sundown)
- 1985年 King of New Orleans Keyboard Vol. II (JSP)
- 1991年 Let's Make A Better World! (Amiga)
- 1993年 Resurrection Of The Bayou Maharajah (Rounder)
- 1993年 Spider on the Keys (Rounder)
- 1995年 The Lost Paramount Tapes (DJM)
- 1996年 Gonzo: More Than All The 45's (Night Train)
- 1996年 New Orleans Keyboard King (Orbis)
- 1997年 Live at Montreux (Montreux Sounds)
- 2000年 United, Our Thing Will Stand (Night Train)
- 2000年 A Taster of Honey (Night Train)
- 2007年 Manchester '77 (Document)
- 2018年 At Onkel Pö's Carnegie Hall Hamburg 1976 Vol. 1 (Jazzline)[6]
- 2023年 Behind The Iron Curtain Plus... (Richard Weize Archives)[7]